# Басыров, Георгий Васильевич
Георгий Васильевич Басыров (7 июля 1925 — 14 сентября 2009) — советский военнослужащий. В Рабоче-крестьянской Красной армии и Советской Армии служил с 1942 по 1952 год. Воинские специальности — наводчик противотанкового ружья и механик-водитель танка. Участник Великой Отечественной войны. Полный кавалер ордена Славы. Воинское звание — гвардии старшина. Почётный гражданин Кемеровской области (2005). Почётный гражданин города Юрги (1998).

## Биография
Георгий Васильевич Басыров родился 7 июля 1925 года в селе Теплоречка Ижморского района Томского округа Сибирского края РСФСР СССР (ныне село Тёплая Речка Ижморского района Кемеровской области России) в семье крестьянина Василия Андреевича Басырова. Крещённый татарин. Окончил семь классов неполной средней школы. Перед войной жил в посёлке Речной (Мясокомбинат). Работал на Юргинском скотоубойном пункте.
В первые дни Великой Отечественной войны Г. В. Басыров вместе со своими старшими товарищами пришёл на призывной пункт. Ему в это время ещё не исполнилось и шестнадцати лет. В армию его не взяли, но в скором времени назначили на освободившуюся должность заведующего скотоубойным пунктом. Однако Георгий Васильевич проявил характер и буквально осаждал военкомат, пока в июле 1942 года его не призвали на военную службу.

### Начало военной службы
Юргинским районным военкоматом Новосибирской области призывник Г. В. Басыров был направлен в учебный лагерь в городе Ачинске, где прошёл военную подготовку и освоил воинскую специальность наводчика противотанкового ружья. Шансов сразу попасть на фронт у семнадцатилетнего юноши было немного, и, вероятно, ещё минимум полгода он продолжал бы службу в запасном полку, если бы не тяжёлая военная обстановка, сложившаяся в результате прорыва немецко-фашистских войск к Волге. В октябре 1942 года красноармеец Басыров с пополнением прибыл в 62-ю армию генерала В. И. Чуйкова. Зимой 1943 года участвовал в операции «Кольцо». В одном из боёв подбил два вражеских танка и три бронемашины». После окончания Сталинградской битвы в феврале 1943 года Георгий Васильевич был вновь направлен на учёбу. В городе Владимире он окончил танковую школу, получил специальность механика-водителя танка Т-34. Летом 1943 года проходил боевую практику на Центральном фронте в районе посёлка Поныри в частях 9-го танкового корпуса, затем стажировался в запасном танковом полку. В мае 1944 года сержант Г. В. Басыров получил назначение в 142-й танковый батальон 95-й танковой бригады, находившейся в составе 9-го танкового корпуса в Резерве Главного Командования. В конце месяца корпус был передан в состав 1-го Белорусского фронта. Георгий Васильевич отличился во время Бобруйской фронтовой операции стратегического плана «Багратион» уже в первые дни наступления в Белоруссии.

### Орден Славы III степени
24 июня 1944 года войска 1-го Белорусского фронта нанесли удар по правому крылу немецкой группы армий «Центр» и в течение дня глубоко вклинились в оборонительные порядки неприятеля. 25 июня в бой был брошен 9-й танковый корпус. Перед танкистами была поставлена задача прорвать оборону противника, и обойдя немецкие войска с фланга, выйти на рубеж реки Березины, где, соединившись частями 1-го гвардейского танкового корпуса, завершить окружение сорокатысячной рогачёвско-жлобинской группировки вермахта. Выполняя приказ, 142-й танковый батальон капитана И. А. Шевцова атаковал немецкие позиции в районе населённого пункта Озераны. Умело маневрируя на поле боя, сержант Г. В. Басыров на своём танке ворвался в расположение немцев и вместе с другими экипажами своего танкового взвода смял оборону противника и обратил его в паническое бегство. Преследуя врага, танкисты преодолели труднопроходимую лесисто-болотистую местность и вышли на бобруйское шоссе, где разгромили колонну отступающих к Бобруйску немецких войск. 27 июня батальон вышел в заданный район, и занял позиции у переправы через Березину. Утром следующего дня многократно превосходившие по численности силы врага предприняли отчаянную попытку вырваться из окружения на участке 142-го танкового батальона. В течение суток танкисты отбивали яростные атаки немецкой пехоты, танков и артиллерии. В ходе боя немцам удалось поджечь танк Басырова, но Георгий Васильевич и командир экипажа гвардии лейтенант И. И. Жвалюк под огнём врага быстро потушили пламя, сохранив материальную часть, и продолжили громить неприятеля. Всего в бою у Березины батальон сжёг до 40 немецких танков, 200 автомашин и истребил более 1000 солдат и офицеров вермахта. На счёт экипажа сержанта Басырова было записано уничтоженное противотанковое орудие, 3 автомашины с пехотой, 2 бронетранспортёра и до роты солдат противника. Приказом от 11 сентября 1944 года за отличие в Бобруйской операции Георгий Васильевич был награждён орденом Славы 3-й степени (№ 163906).
В ходе дальнейшего наступления Г. В. Басыров прошёл с боями через всю Белоруссию, участвовал в освобождении Бобруйска и Слонима, в боях за Барановичи и Брест. Уже в Польше с Георгием Васильевичем произошёл неприятный случай, едва не стоивший жизни всему экипажу. Во время атаки его Т-34 увяз в болоте. Неподвижный танк был хорошей мишенью для немецкой артиллерии, но танкистов выручила смекалка механика-водителя. Басыров поджёг в башне промасленные тряпки, имитировав пожар. Немцы сочли экипаж погибшим и перенесли огонь на другие цели. Когда же бой утих, они решили вытащить внешне неповреждённую машину из болота. Но едва немецкий тягач вытянул тридцатьчетвёрку на твёрдую почву, Георгий Васильевич рванул с места так быстро, что опешившие немцы не успели ничего предпринять. Скоро экипаж вернулся в расположение своего батальона.

### Орден Славы II степени
После завершения операции «Багратион» и закрепления плацдармов за Вислой 9-й танковый корпус был выведен в резерв Ставки Верховного Главнокомандования и до конца года в боях не участвовал. 26 декабря 1944 года корпус был придан 33-й армии 1-го Белорусского фронта и перед началом Варшавско-Познанской операции введён на Пулавский плацдарм. В боях с 14 января 1945 года при прорыве немецкой обороны на западном берегу реки Вислы и в глубине оборонительных порядков противника старший сержант Г. В. Басыров «проявил себя смелым, решительным механиком-водителем, отлично знающим матчасть танка и владеющим техникой вождения танка на поле боя». 15 января танковый взвод 142-го танкового батальона, в составе которого воевал экипаж Басырова, сумел скрытно подойти к опорному пункту немецкой обороны Зелёный Луг близ Радома и внезапно атаковал огневые позиции противника. Георгий Васильевич на высокой скорости одним из первых ворвался в расположение врага. Действуя огнём орудия, пулемётов и гусеницами, его экипаж уничтожил 2 самоходные артиллерийские установки, 15 повозок с военным имуществом и около 70 солдат и офицеров неприятеля. В результате стремительной атаки танкистов был полностью разгромлен вражеский гарнизон и штаб располагавшейся здесь немецкой части.
17 января во время боёв за Опочно, действуя на коммуникациях противника в его тылах, экипаж Басырова громил в панике отступающие из города вражеские колонны, уничтожив при этом 2 танка, до 120 автомашин и 25 повозок с войсками и грузами, 4 мотоцикла и около 140 немецких солдат и офицеров. Несколькими днями позже Т-34 Георгия Васильевича подорвался на немецком фугасе. Экипаж, кроме механика-водителя, погиб. Басырова взрывной волной выбросило из машины. Тяжело контуженного танкиста подобрали пехотинцы, которые доставили его в госпиталь. Но едва Георгий Васильевич встал на ноги, он сбежал на фронт и вскоре догнал свою бригаду. В штабе Басыров узнал, что за подвиги в Висло-Одерской операции комбат В. Г. Святкин представил его к ордену Славы 2-й степени. Высокая награда за номером 30790 была присвоена Георгию Васильевичу приказом от 8 марта 1945 года.

### Орден Славы I степени
После возвращения из госпиталя Г. В. Басыров получил звание старшины и был направлен для прохождения дальнейшей службы в 195-й танковый батальон 95-й танковой бригады. До 17 февраля 1945 года 9-й танковый корпус находился в резерве, затем принимал участие в Восточно-Померанской операции. Старшина Басыров отличился 5-7 марта в боях за города Штаргард и Массов. Умело маневрируя на поле боя, механик-водитель дал возможность экипажу сжечь три немецких танка, подавить огонь девяти орудий и истребить большое количество живой силы врага. Штурм линии немецкой обороны восточнее города Штеттина в середине марта 1945 года едва не стал для Георгия Васильевича последним. В ходе боя его тридцатьчетвёрка лоб в лоб столкнулась с немецким истребителем танков. К счастью, выстрел врага оказался не совсем точным, и снаряд срикошетил от брони, но танк засыпало кирпичами и брёвнами так, что выбраться из-под обломков здания не было никакой возможности. Вновь помогли пехотинцы, разобравшие завал.

Мои товарищи решили — наш экипаж погиб, — вспоминал впоследствии ветеран. — Но вражеский снаряд повредил только прицел и пулемёт, спаренный с пушкой. Когда нашу «тридцатьчетверку» раскопали, мы, к удивлению бойцов, оказались живы и здоровы— Из воспоминаний Г. В. Басырова
За доблесть и мужество, проявленные в боях в восточной Померании, через год после окончания Великой Отечественной войны указом Президиума Верховного Совета СССР от 15 мая 1946 года старшина Басыров Георгий Васильевич был награждён орденом Славы 1-й степени (№ 558).

### В Битве за Берлин
С 18 февраля 1945 года и до начала Берлинской операции 9-й танковый корпус находился в резерве 1-го Белорусского фронта. 16 апреля части корпуса переправились через Одер и в течение дня прорвали сильно укреплённую и глубокоэшелонированную оборону противника на рубеже Гросс-Нойендорф — Киниц. Преодолев ожесточённое сопротивление врага и многочисленные естественные преграды в виде рек и каналов на протяжении 80 километров, старшина Г. В. Басыров в составе своего батальона 22 апреля ворвался в Берлин. Закрепившись в районе Вильгельмсру, танкисты в течение 14 часов вели упорный бой с превосходящими силами противника и удержали занятые позиции до подхода пехотных частей 3-й ударной армии. В ходе уличных боёв в Берлине батальон неоднократно способствовал продвижению вперёд стрелковых соединений, уничтожая узлы сопротивления противника, подавляя огневые точки и разрушая баррикады. Только 30 апреля экипаж Т-34, в котором механиком-водителем сражался старшина Басыров, огнём орудия, пулемётов и гусеницами уничтожил 1 танк, 2 САУ, 4 артиллерийских и 1 зенитную пушки, 6 ДОТов, 6 автомашин и более 100 вражеских солдат и офицеров. Боевой путь Георгий Васильевич завершил в столице Германской империи 2 мая 1945 года на берегу реки Шпрее недалеко от центра города.

### После войны
После окончания Великой Отечественной войны Г. В. Басыров служил в армии до 1952 года. После демобилизации вернулся в Сибирь. Жил в городе Юрге, работал слесарем-сборщиком, затем мастером механосборочных работ на Юргинском машиностроительном заводе. За многолетний добросовестный труд был награждён медалями «За трудовое отличие» и «За доблестный труд». Активно Георгий Васильевич участвовал и в патриотическом воспитании молодёжи и военнослужащих, и ветеранском движении. Общественную работу он продолжал и после выхода на заслуженный отдых в июле 1990 года. За большой личный вклад в развитие города Юрги решением городского Совета народных депутатов № 293 от 10 декабря 1998 года Г. В. Басырову было присвоено звание «Почётный гражданин города Юрги». За выдающиеся заслуги перед Кемеровской областью постановлением Совета народных депутатов № 946 от 27 апреля 2005 года ему было присвоено звание «Почётный гражданин Кемеровской области». Умер Георгий Васильевич 14 сентября 2009 года. Похоронен в городе Юрге.

## Награды и звания
- Орден Отечественной войны 1-й степени (11.03.1985)[20];
- орден Отечественной войны 2-й степени (14.06.1945)[12];
- орден Славы 1-й степени (15.05.1946)[1];
- орден Славы 2-й степени (08.03.1945)[15];
- орден Славы 3-й степени (11.09.1944)[13];
- медали, в том числе:
  - медаль «За трудовое отличие»[4][7];
  - медаль «В ознаменование 100-летия со дня рождения Владимира Ильича Ленина»[4][7];
  - медаль «За победу над Германией в Великой Отечественной войне 1941—1945 гг.»;
  - медаль «За взятие Берлина»[4][7];
  - медаль «За освобождение Варшавы»[4][7];
- почётный гражданин Кемеровской области (27.04.2005)[19];
- почётный знак и почётное звание «Герой Кузбасса» (2006)[21];
- почётный гражданин города Юрги (10.12.1998)[7];
- почётный знак «За вклад в развитие города Юрга» (2009)[7].

## Память
- В городе Юрге именем Г. В. Басырова назван сквер[21]. На доме, где он жил (ул. Ленинградская, дом 32) установлена мемориальная доска[2].

## Документы
- Общедоступный электронный банк документов «Подвиг Народа в Великой Отечественной войне 1941—1945 гг.» Дата обращения: 21 марта 2014. Архивировано из оригинала 11 мая 2017 года.

Орден Отечественной войны 1-й степени (архивный реквизит 1510929011).
Орден Отечественной войны 2-й степени (архивный реквизит 28634101).
Орден Славы 2-й степени (архивный реквизит 25981081).
Орден Славы 3-й степени (архивный реквизит 32930057).
- Постановление Совета народных депутатов Кемеровской области № 946 от 27 апреля 2005 года.